# Den stora tågplundringen

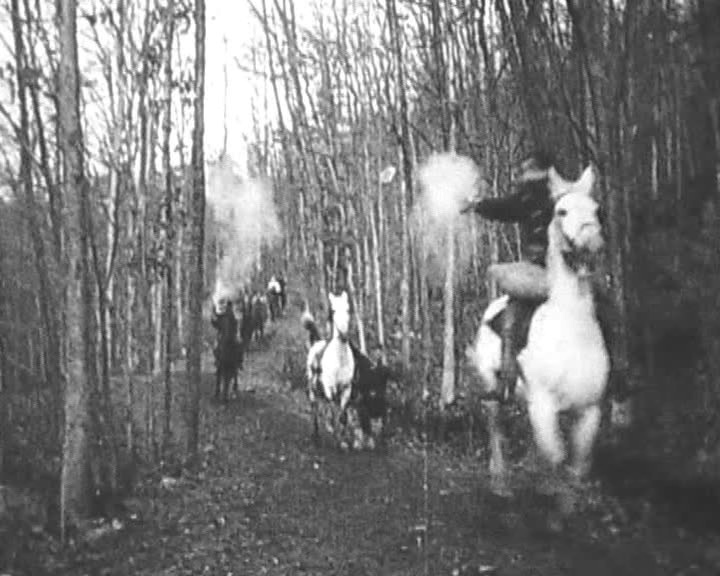
Banditerna i en eldstrid, ridandes genom skogen med bytet från tågrånet.

Den stora tågplundringen (engelska: The Great Train Robbery) är en amerikansk stum westernkortfilm från 1903 skriven, producerad och regisserad av Edwin S. Porter. I filmens roller ses bland andra Alfred C. Abadie, Broncho Billy Anderson och Justus D. Barnes. Den tolv minuter långa filmen anses vara en milstolpe i filmskapandets historia, där Porter vidareutvecklat sig i jämförelse med hans tidigare film Life of an American Fireman (1903). I filmen används ett antal vid tiden okonventionella nya tekniker och berättargrepp. 

## Handling
Två banditer bryter sig in på en järnvägs telegrafkontor, där de under vapenhot tvingar operatören att stoppa ett tåg. De binder sedan fast honom. När tåget stannar bordas det av banditerna, som nu är fyra. Två banditer öppnar en låda med värdesaker med hjälp av dynamit; de andra två dödar en brandman och tvingar ingenjören att stoppa tåget och koppla ifrån loket. 
Banditerna hotar sedan passagerarna på tåget med gevär, för att få deras tillhörigheter. En passagerare försöker fly och blir omedelbart nedskjuten. Banditerna flyr sedan med sitt byte med hjälp av loket och stannar till i den dal där deras hästar hade lämnats.
Under tiden på telegrafkontor kommer operatörens dotter för att servera honom mat och kan då befria honom. Telegrafoperatören rusar sedan in på en offentlig danssammankomst för att berätta om rånet och männen där är snabba med att bilda ett uppbåd som ska ta fast banditerna.

## Rollista

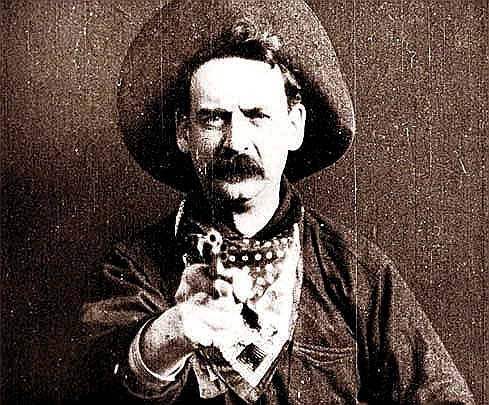
Justus D. Barnes, bandit i filmen, siktar och skjuter mot filmens åskådare.

| Alfred C. Abadie          | – Sheriff                                |
| Broncho Billy Anderson    | – Bandit / skjuten passagerare / dansare |
| Justus D. Barnes          | – Bandit som skjuter mot kameran         |
| Walter Cameron            | – Sheriff                                |
| Donald Gallaher           | – Liten pojke                            |
| Frank Hanaway             | – Bandit                                 |
| Adam Charles Hayman       | – Bandit                                 |
| John Manus Dougherty, Sr. | – Fjärde bandit                          |
| Marie Murray              | – Dansare                                |
| Mary Snow                 | – Liten flicka                           |
| George Barnes             | – ej krediterad                          |
| Morgan Jones              | – ej krediterad                          |